# Tom Cleverley
Thomas William "Tom" Cleverley (* 12. srpna 1989 Basingstoke) je anglický profesionální fotbalista, který hraje za anglický klub Watford FC. Mezi lety 2012 a 2013 odehrál také 13 utkání v dresu anglické reprezentace.